# Sport-Club Freiburg 2020-2021 (femminile)
Questa voce raccoglie le informazioni riguardanti la squadra femminile dello Sport-Club Freiburg nelle competizioni ufficiali della stagione 2020-2021.

## Divise e sponsor
La grafica era la stessa adottata dal Friburgo maschile. 
| Casa | Trasferta | Terza divisa |

## Organigramma societario
Area tecnica
- Allenatore: Daniel Kraus
- Vice allenatore:
- Vice allenatore:
- Preparatore dei portieri:

## Rosa
| N. |                     | Ruolo | Calciatrice        |
| -- | ------------------- | ----- | ------------------ |
| 1  | Germania (bandiera) | P     | Lena Nuding        |
| 2  | Germania (bandiera) | D     | Lisa Karl          |
| 4  | Germania (bandiera) | C     | Meret Wittje       |
| 5  | Germania (bandiera) | D     | Kim Fellhauer      |
| 6  | Germania (bandiera) | C     | Mia Büchele        |
| 7  | Svizzera (bandiera) | C     | Naomi Mégroz       |
| 8  | Germania (bandiera) | D     | Rebecca Knaak      |
| 9  | Germania (bandiera) | C     | Janina Minge       |
| 10 | Svizzera (bandiera) | A     | Tyara Buser        |
| 11 | Germania (bandiera) | A     | Hasret Kayikçi     |
| 13 | Germania (bandiera) | A     | Sandra Starke      |
| 14 | Germania (bandiera) | C     | Lina Bürger        |
| 15 | Germania (bandiera) | D     | Victoria Ezebinyuo |
| 16 | Germania (bandiera) | D     | Greta Stegemann    |
| 17 | Germania (bandiera) | A     | Ereleta Memeti     |

| N. |                       | Ruolo | Calciatrice         |
| -- | --------------------- | ----- | ------------------- |
| 18 | Germania (bandiera)   | A     | Stefanie Sanders    |
| 19 | Germania (bandiera)   | D     | Jobina Lahr         |
| 20 | Slovacchia (bandiera) | D     | Jana Vojteková      |
| 21 | Germania (bandiera)   | D     | Samantha Steuerwald |
| 22 | Germania (bandiera)   | D     | Luisa Wensing       |
| 23 | Germania (bandiera)   | C     | Marie Müller        |
| 24 | Germania (bandiera)   | D     | Muriel Kroflin      |
| 25 | Germania (bandiera)   | C     | Julia Landenberger  |
| 27 | Germania (bandiera)   | C     | Giovanna Hoffmann   |
| 28 | Germania (bandiera)   | A     | Cora Zicai          |
| 29 | Germania (bandiera)   | C     | Nia Szenk           |
| 30 | Germania (bandiera)   | C     | Alina Bantle        |
| 32 | Germania (bandiera)   | P     | Luisa Palmen        |
| 33 | Svizzera (bandiera)   | P     | Elvira Herzog       |

## Calciomercato

### Sessione estiva
| Acquisti | Acquisti            | Acquisti     | Acquisti   |
| R.       | Nome                | da           | Modalità   |
| -------- | ------------------- | ------------ | ---------- |
| P        | Elvira Herzog       | Colonia      | definitivo |
| D        | Samantha Steuerwald | Werder Brema | definitivo |
| D        | Luisa Wensing       | Werder Brema | definitivo |
| C        | Lina Bürger         | Hoffenheim   | definitivo |
| A        | Giovanna Hoffmann   | Werder Brema | definitivo |
| A        | Ereleta Memeti      | Wolfsburg II | definitivo |

| Cessioni | Cessioni             | Cessioni              | Cessioni                       |
| R.       | Nome                 | a                     | Modalità                       |
| -------- | -------------------- | --------------------- | ------------------------------ |
| P        | Rafaela Borggräfe    | Aarau                 | definitivo                     |
| P        | Merle Frohms         | Eintracht Francoforte | definitivo                     |
| D        | Noemi Gentile        | Sand                  | definitivo                     |
| D        | Virginia Kirchberger | Eintracht Francoforte | definitivo                     |
| D        | Muriel Kroflin       | Friburgo II           | aggregata alla squadra riserve |
| C        | Sharon Beck          | Colonia               | definitivo                     |
| C        | Clara Schöne         | Bayern Monaco II      | definitivo                     |
| C        | Verena Wieder        | Bayer Leverkusen      | definitivo                     |
| A        | Klara Bühl           | Bayern Monaco         | definitivo                     |
| A        | Lena Lotzen          | Colonia               | definitivo                     |

## Risultati

### Frauen-Bundesliga

#### Girone di andata
| Arbitro: | Michel (Gau-Odernheim) |

|                  |           |                        |
| Knaak 45’ (rig.) | Marcatori | 86’ Rackow 90’ Csiszár |

| Arbitro: | Duske (Leverkusen) |

|  |           |                                    |
|  | Marcatori | 11’ Steuerwald 14’ Starke 37’ Karl |

| Arbitro: | Appelmann (Alzey) |

|              |           |  |
| Hegering 66’ | Marcatori |  |

| Friburgo in Brisgovia 4 ottobre 2020, ore 14:00 CEST 4ª giornata | Friburgo         | 0 – 0 referto | MSV Duisburg | Möslestadion (250 spett.)\| Arbitro: \| Biehl (Siesbach) \| |
| Arbitro:                                                         | Biehl (Siesbach) |               |              |                                                             |

| Arbitro: | Wildfeuer (Lubecca) |

|                                       |           |  |
| Cerci 53’ Orschmann 54’ Kössler 90+2’ | Marcatori |  |

| Arbitro: | Heimann (Gladbeck) |

|               |           |             |
| Kayikçi 90+4’ | Marcatori | 70’ Jakabfi |

| Arbitro: | Wacker (Marbach am Neckar) |

|  |           |           |
|  | Marcatori | 3’ Bürger |

| Arbitro: | Duske (Leverkusen) |

|                        |           |               |
| Starke 28’ Sanders 36’ | Marcatori | 4’ Tarczyńska |

| Essen 15 novembre 2020, ore 16:00 CET 9ª giornata | SGS Essen           | 0 – 0 referto | Friburgo | Stadion Essen (0 spett.)\| Arbitro: \| Diekmann (Dortmund) \| |
| Arbitro:                                          | Diekmann (Dortmund) |               |          |                                                               |

| Arbitro: | Arlt (Münster) |

|             |           |                                                       |
| Kayikçi 65’ | Marcatori | 21’ (rig.), 90’ Billa 26’, 32’ Waßmuth 48’ Krumbiegel |

| Arbitro: | Hussein (Bad Harzburg) |

|  |           |            |
|  | Marcatori | 81’ Bürger |

#### Girone di ritorno
| Arbitro: | Westerhoff (Bochum) |

|                        |           |             |
| Nikolić 36’ Zeller 71’ | Marcatori | 51’ Sanders |

| Arbitro: | Joos (Leinfelden-Echterdingen) |

|                              |           |            |
| Jordan 15’ (aut.) Starke 87’ | Marcatori | 83’ Browne |

| Arbitro: | Wecker (Marbach am Neckar) |

|               |           |                                                                        |
| Vojteková 83’ | Marcatori | 6’ Bühl 39’ (aut.) Stegemann 53’ (aut.) Herzog 65’ Dallmann 88’ Asseyi |

| Arbitro: | Diekmann (Dortmund) |

|                 |           |                       |
| Wilkinson 90+4’ | Marcatori | 20’ Büchele 67’ Zicai |

| Arbitro: | Biehl (Siesbach) |

|             |           |  |
| Kayikçi 80’ | Marcatori |  |

| Arbitro: | Duske (Leverkusen) |

|                        |           |                     |
| Pajor 8’, 24’ Huth 64’ | Marcatori | 2’ Memeti 75’ Minge |

| Arbitro: | Joos (Leinfelden-Echterdingen) |

|  |           |                                           |
|  | Marcatori | 59’ Feiersinger 74’ Pawollek 87’ Martinez |

| Arbitro: | Duske (Leverkusen) |

|                          |           |            |
| Wichmann 19’ Lührßen 22’ | Marcatori | 5’ Sanders |

| Arbitro: | Kunkel (Amburgo) |

|                                      |           |            |
| Vojteková 55’ Kayikçi 66’ Mégroz 77’ | Marcatori | 89’ Klasen |

| Arbitro: | Kunkel (Amburgo) |

|                                     |           |                      |
| Dongus 13’ Billa 19’, 37’ Brand 36’ | Marcatori | 27’ Memeti 71’ Minge |

| Arbitro: | Wacker (Lehrensteinsfeld) |

|                                                |           |  |
| Minge 11’ Knaak 14’ Starke 21’ Müller 36’, 86’ | Marcatori |  |

### DFB-Pokal
| Arbitro: | Joos (Leinfelden-Echterdingen) |

|  |           | |
|  | Marcatori | 2’, 12’ Kayikçi 20’ (rig.), 30’, 31’ Sanders 40’, 78’ Starke 60’ Memeti 73’ Wensing 85’ Knaak 90+1’ Stegemann |

| Arbitro: | Michel (Gau-Odernheim) |

|           |           | |
| Heisel 5’ | Marcatori | 2’, 54’ (rig.), 82’ Sanders 6’ Kayikçi 47’ Stegemann 51’ Müller 58’ Vojteková 77’ Mégroz 90’ Buser |

| Arbitro: | Michel (Gau-Odernheim) |

|                                                                     |           |                                   |
| Minge 30’ Sanders 41’, 59’ (rig.) Memeti 54’ Buser 81’ Müller 90+2’ | Marcatori | 25’, 90+3’ Cerci 74’ (rig.) Elsig |

| Arbitro: | Heimann (Gladbeck) |

|                         |           |            |
| Prašnikar 47’ Küver 62’ | Marcatori | 13’ Müller |

## Statistiche

### Statistiche di squadra
| Competizione         | Punti | In casa | In casa | In casa | In casa | In casa | In casa | In trasferta | In trasferta | In trasferta | In trasferta | In trasferta | In trasferta | Totale | Totale | Totale | Totale | Totale | Totale | DR  |
| Competizione         | Punti | G       | V       | N       | P       | Gf      | Gs      | G            | V            | N            | P            | Gf           | Gs           | G      | V      | N      | P      | Gf     | Gs     | DR  |
| -------------------- | ----- | ------- | ------- | ------- | ------- | ------- | ------- | ------------ | ------------ | ------------ | ------------ | ------------ | ------------ | ------ | ------ | ------ | ------ | ------ | ------ | --- |
| Frauen-Bundesliga    | 30    | 11      | 5       | 2       | 4       | 17      | 19      | 11           | 4            | 1            | 6            | 13           | 16           | 22     | 9      | 3      | 10     | 30     | 35     | -5  |
| DFB-Pokal der Frauen | -     | 1       | 1       | 0       | 0       | 6       | 3       | 3            | 2            | 0            | 1            | 21           | 3            | 4      | 3      | 0      | 1      | 27     | 6      | -21 |
| Totale               | -     | 12      | 6       | 2       | 4       | 23      | 22      | 14           | 6            | 1            | 7            | 34           | 19           | 26     | 12     | 3      | 11     | 57     | 41     | -26 |

### Andamento in campionato
| Giornata  | 1 | 2 | 3 | 4 | 5 | 6 | 7 | 8 | 9 | 10 | 11 | 12 | 13 | 14 | 15 | 16 | 17 | 18 | 19 | 20 | 21 | 22 |
| --------- | - | - | - | - | - | - | - | - | - | -- | -- | -- | -- | -- | -- | -- | -- | -- | -- | -- | -- | -- |
| Luogo     | C | T | T | C | T | C | T | C | T | C  | T  | T  | C  | C  | T  | C  | T  | C  | T  | C  | T  | C  |
| Risultato | P | V | P | N | P | N | V | V | N | P  | V  | P  | V  | P  | V  | V  | P  | P  | P  | V  | P  | V  |
| Posizione | 8 | 6 | 6 | 6 | 7 | 9 | 7 | 6 | 7 | 6  | 6  | 6  | 7  | 7  | 7  | 6  | 7  | 7  | 8  | 7  | 7  | 7  |

Legenda:

Luogo: C = Casa; T = Trasferta. Risultato: V = Vittoria; N = Pareggio; P = Sconfitta.

### Statistiche delle giocatrici
| Giocatore       | Frauen-Bundesliga | Frauen-Bundesliga | Frauen-Bundesliga | Frauen-Bundesliga | DFB-Pokal der Frauen | DFB-Pokal der Frauen | DFB-Pokal der Frauen | DFB-Pokal der Frauen | Totale   | Totale | Totale      | Totale     |
| Giocatore       | Presenze          | Reti              | Ammonizioni       | Espulsioni        | Presenze             | Reti                 | Ammonizioni          | Espulsioni           | Presenze | Reti   | Ammonizioni | Espulsioni |
| --------------- | ----------------- | ----------------- | ----------------- | ----------------- | -------------------- | -------------------- | -------------------- | -------------------- | -------- | ------ | ----------- | ---------- |
| A. Bantle       | 2                 | 0                 | 0                 | 0                 | -                    | -                    | -                    | -                    | 2        | 0      | 0           | 0          |
| M. Büchele      | 11                | 1                 | 1                 | 0                 | 1                    | 0                    | 0                    | 0                    | 12       | 1      | 1           | 0          |
| L. Bürger       | 12                | 2                 | 0                 | 0                 | 1                    | 0                    | 0                    | 0                    | 13       | 2      | 0           | 0          |
| T. Buser        | 13                | 0                 | 0                 | 0                 | 3                    | 2                    | 0                    | 0                    | 16       | 2      | 0           | 0          |
| V. Ezebinyuo    | -                 | -                 | -                 | -                 | -                    | -                    | -                    | -                    | -        | -      | -           | -          |
| K. Fellhauer    | 2                 | 0                 | 0                 | 0                 | 2                    | 0                    | 0                    | 0                    | 4        | 0      | 0           | 0          |
| E. Herzog       | 6                 | -14               | 0                 | 0                 | -                    | -                    | -                    | -                    | 6        | -14    | 0           | 0          |
| G. Hoffmann     | 7                 | 0                 | 2                 | 0                 | -                    | -                    | -                    | -                    | 7        | 0      | 2           | 0          |
| L. Karl         | 21                | 0                 | 3                 | 0                 | 4                    | 0                    | 0                    | 0                    | 25       | 0      | 3           | 0          |
| H. Kayikçi      | 21                | 4                 | 7                 | 0                 | 4                    | 3                    | 0                    | 0                    | 25       | 7      | 7           | 0          |
| R. Knaak        | 16                | 2                 | 1                 | 0                 | 4                    | 1                    | 1                    | 0                    | 20       | 3      | 2           | 0          |
| M. Kroflin      | 1                 | 0                 | 0                 | 0                 | 1                    | 0                    | 0                    | 0                    | 2        | 0      | 0           | 0          |
| J. Lahr         | -                 | -                 | -                 | -                 | -                    | -                    | -                    | -                    | -        | -      | -           | -          |
| J. Landenberger | -                 | -                 | -                 | -                 | -                    | -                    | -                    | -                    | -        | -      | -           | -          |
| N. Mégroz       | 7                 | 1                 | 0                 | 0                 | 1                    | 1                    | 0                    | 0                    | 8        | 2      | 0           | 0          |
| E. Memeti       | 19                | 2                 | 0                 | 0                 | 4                    | 2                    | 0                    | 0                    | 23       | 4      | 0           | 0          |
| J. Minge        | 22                | 3                 | 1                 | 0                 | 3                    | 1                    | 1                    | 0                    | 25       | 4      | 2           | 0          |
| M. Müller       | 22                | 2                 | 0                 | 0                 | 4                    | 3                    | 0                    | 0                    | 26       | 5      | 0           | 0          |
| L. Nuding       | 16                | -21               | 2                 | 0                 | 4                    | -5                   | 0                    | 0                    | 20       | -26    | 2           | 0          |
| L. Palmen       | 1                 | 0                 | 0                 | 0                 | 0                    | 0                    | 0                    | 0                    | 1        | 0      | 0           | 0          |
| S. Sanders      | 13                | 3                 | 0                 | 0                 | 3                    | 8                    | 0                    | 0                    | 16       | 11     | 0           | 0          |
| N. Szenk        | 1                 | 0                 | 0                 | 0                 | -                    | -                    | -                    | -                    | 1        | 0      | 0           | 0          |
| S. Starke       | 21                | 4                 | 5                 | 0                 | 4                    | 2                    | 1                    | 0                    | 25       | 6      | 6           | 0          |
| G. Stegemann    | 20                | 0                 | 1                 | 0                 | 4                    | 2                    | 0                    | 0                    | 24       | 2      | 1           | 0          |
| S. Steuerwald   | 22                | 1                 | 3                 | 0                 | 3                    | 0                    | 0                    | 0                    | 25       | 1      | 3           | 0          |
| J. Vojteková    | 21                | 2                 | 3                 | 0                 | 3                    | 1                    | 1                    | 0                    | 24       | 3      | 4           | 0          |
| L. Wensing      | 11                | 0                 | 0                 | 0                 | 2                    | 1                    | 0                    | 0                    | 13       | 1      | 0           | 0          |
| M. Wittje       | 18                | 0                 | 1                 | 0                 | 3                    | 0                    | 0                    | 0                    | 21       | 0      | 1           | 0          |
| C. Zicai        | 8                 | 1                 | 0                 | 0                 | 1                    | 0                    | 0                    | 0                    | 9        | 1      | 0           | 0          |